# Moulin de Saint-Maxent
Le moulin de Saint-Maxent est un moulin à vent situé sur le territoire de la commune de Saint-Maxent, dans le département de la Somme.

## Historique
Situé en bordure de la route Abbeville-Rouen, le moulin à vent de Saint-Maxent est un moulin de bois sur pivot construit en 1630. Il a été restauré au cours du XVIIIe siècle, certaines pièces portent les dates de 1736-1737. Il est protégé au titre des monuments historiques :  classement par décret du 19 janvier 1948.
Depuis 1985, l'association « Les Amis du moulin à vent de Saint Maxent » a entrepris d’œuvrer pour la conservation et la mise en valeur du moulin.

## Caractéristiques
Le moulin de Saint-Maxent est un moulin dit sur pivot ou sur pioche, bâti sur une motte féodale datant du XIIIe siècle. C'est le seul moulin de Picardie de ce type, complet et d’origine. Il a gardé son mécanisme en bois datant de 1739.
Des ateliers pédagogiques sont organisés au moulin. L’atelier du « grain au pain » se déroule en trois étapes de 20 minutes chacune environ : pétrir le pain, le faire cuire et l’emporter.